# Lound (Suffolk)
Lound – wieś w Anglii, w hrabstwie Suffolk, w dystrykcie East Suffolk. Leży 64 km na północny wschód od miasta Ipswich i 169 km na północny wschód od Londynu.